# Шапошниково (Рыльский район)
Ша́пошниково — деревня в Рыльском районе Курской области. Входит в состав Некрасовского сельсовета.

## География
Деревня находится на реке Каменка, в 114 км западнее Курска, в 9,5 км южнее районного центра — города Рыльск, в 10 км от центра сельсовета  — Некрасово.
Климат
Шапошниково, как и весь район, расположено в поясе умеренно континентального климата с тёплым летом и относительно тёплой зимой (Dfb в классификации Кёппена).

## Население
| 2002 | 2010 |
| ---- | ---- |
| 36   | ↘19  |

## Инфраструктура
Личное подсобное хозяйство. В деревне 23 дома.

## Транспорт
Шапошниково находится в 3 км от автодороги регионального значения 38К-040 (Хомутовка — Рыльск — Глушково — Тёткино — граница с Украиной), в 10,5 км от ближайшей ж/д станции Сеймская (линия 16 км — Сеймская).
В 170 км от аэропорта имени В. Г. Шухова (недалеко от Белгорода).